# Ringchromosom

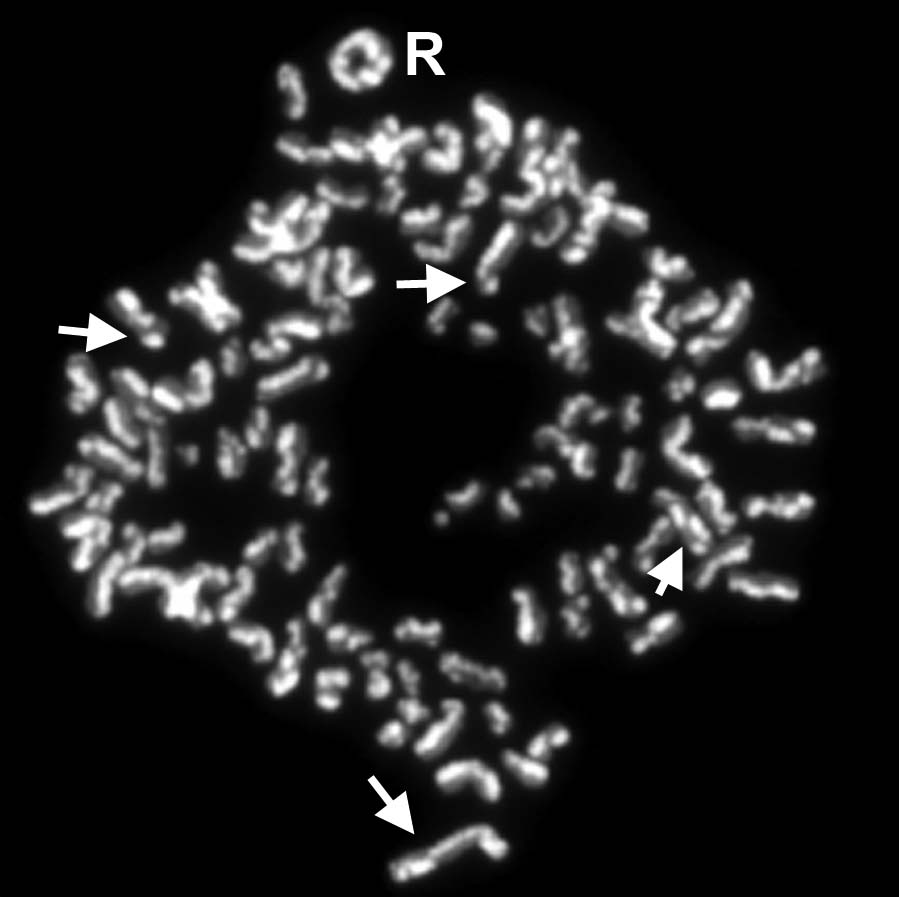
Metaphasepräparat von Chromosomen einer Zelllinie mit einem Ringchromosom (R) und mehreren Schwesterchromatidaustauschen, von denen einige durch Pfeile markiert sind.

Als Ringchromosom, zirkuläres Chromosom oder Chromosomenring bezeichnet man ein ringförmiges Chromosom. Bei Prokaryoten, bei denen nur ein Nukleoid (Bakterienchromosom) vorliegt, hat dieses normalerweise eine zirkuläre Form. Auch bei vielen Viren kommen zirkuläre DNA- oder RNA-Chomosomen vor. Bei Säugetieren und anderen Eukaryoten handelt es sich hingegen um eine Strukturanomalie, die mit dem Verlust von Chromosomenmaterial verbunden ist.

## Anomalie
Ringchromosomen entstehen, wenn es während der Zellteilung zu zwei Brüchen in den Chromatiden eines Chromosoms kommt, sodass die Telomersequenzen verloren gehen. Dadurch können die Enden des linearen Chromosoms durch die DNA-Reparaturmechanismen nicht mehr als solche erkannt werden. Als Konsequenz können die Bruchstellen so verbunden werden, dass sie einen Ring bilden. Zerreißt dieser Ring während der Mitose, kann Chromosomenmaterial verloren gehen (Deletion).
Beim Menschen führen Ringchromosome, bei denen es zu Deletionen kommt, zu Syndromen, deren Symptome und Verlauf unterschiedlich sind.
Beispiele sind das 18-R-Syndrom, das Ringchromosom-13-Syndrom, das Ringchromosom-15-Syndrom und das Ringchromosom-20-Syndrom.